# Deutsch-Französisches Kulturzentrum Ramallah

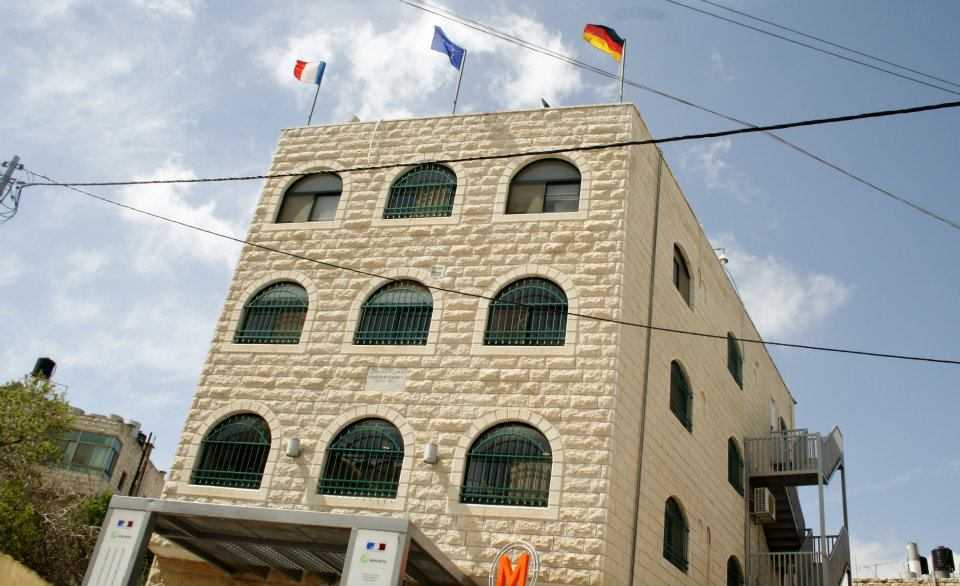
Sitz des Deutsch-Französischen Kulturzentrums Ramallah in Westjordanland

Das Deutsch-Französische Kulturzentrum Ramallah (französisch: Centre culturel franco-allemand de Ramallah) ist ein Zusammenschluss des Goethe-Instituts Palästinensische Gebiete und des Institut français Jerusalem.
Das Institut wird vom deutsch-französischen Kulturkanal Arte und von der Europäischen Union gefördert, die Technik, Filme und große Teile der Bibliothekseinrichtung zur Verfügung stellten.

## Geschichte
Begonnen hat das Goethe-Institut seine Arbeit in den Palästinensischen Autonomiegebieten im Jahr 1998, das Institut français im Jahr 1997.
Mit der Gründung eines gemeinsamen Kulturzentrums am 19. Juni 2004 sei die Hoffnung verbunden, dass dieses Beispiel deutsch-französischer Kooperation in einer von Krisen und Gewalt geprägten Region positive Zeichen setzen könne wie einst verfeindete Völker und Nachbarn heute kooperieren können.
Einer der ersten Besucher des neuen Instituts war der amerikanische Filmstar Richard Gere, der das Institut bereits am 5. Juni besuchte. Gere zeigte sich sehr beeindruckt von der Ergebnissen eines Filmworkshops, der sechs kurze Spielfilme für palästinensische Kinder und Jugendliche produzierte.

## Tätigkeit
In Ramallah führt das Goethe-Institut gemeinsam mit dem Institut français Bildungs- und Kulturveranstaltungen durch. Das Angebot umfasst Workshops und Seminare im Bereich Deutsch und Französisch als Fremdsprache sowie darüber hinaus ein differenziertes Sprachkurs- und Prüfungsprogramm.
Projekte in den Bereichen Film, Bildende Kunst, Musik, Theater, Tanz, Architektur und Wissenschaft werden im Kulturzentrum präsentiert.

## Mediathek

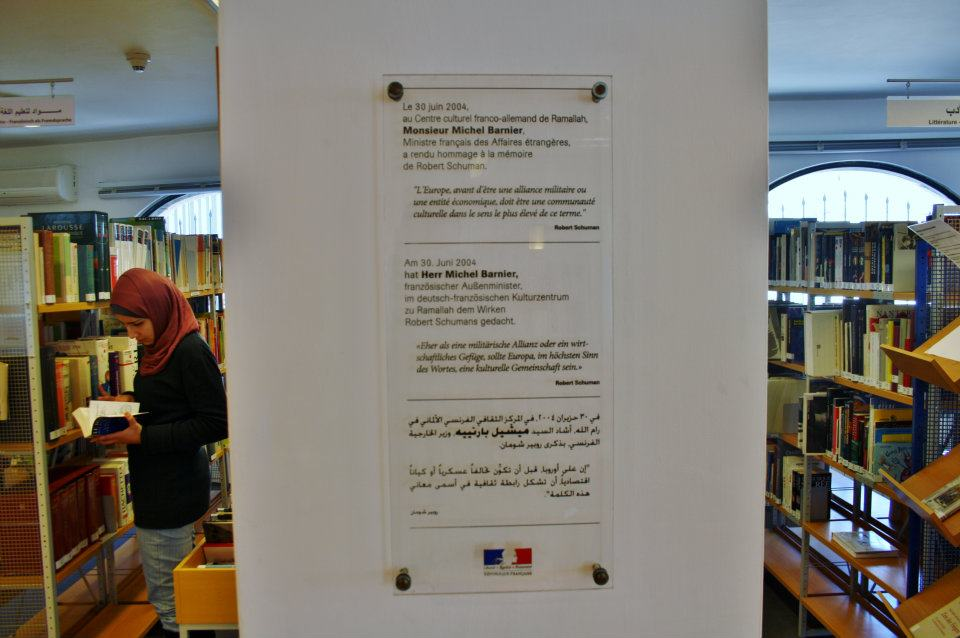
Die Robert Schuman Mediathek

Die Robert-Schuman-Mediathek bietet einen gemeinsamen Medienbestand von über 11.000 Medien und vermittelt Informationen zu aktuellen Aspekten des kulturellen, gesellschaftlichen und politischen Lebens in Deutschland und Frankreich. Sie bietet Buch- und Medienbestände für alle, die sich für Deutschland oder Frankreich interessieren.
Eine Auswahl dieses Bestands wird mit dem Bibliobus regelmäßig an Schulen mit Deutsch- oder Französischunterricht im Westjordanland und Ostjerusalem präsentiert. An Bord sind französische und deutsche Bilderbücher, Bücher für Leseanfänger, Jugendbücher, Märchen, Sachbücher, auch in arabischer Übersetzung. So sollen Kinder und Jugendliche, die keinen ausreichenden Zugang zu Literatur haben, mit Lesestoff versorgt werden.